# نبرد جاوه (۱۹۴۲)
نبرد جاوه (انگلیسی: Battle of Java) یکی از نبردهای جنگ اقیانوس آرام بود.